# Samuel Boden
Samuel Standidge Boden (ur. 4 kwietnia 1826 w Hull, zm. 13 stycznia 1882 w Londynie) – czołowy angielski szachista XIX wieku.
W 1851 roku wygrał turniej w Londynie. W finale turnieju w Manchesterze w 1857 roku zremisował z Johannem Löwenthalem. Rok później w Londynie przegrał mecz z Paulem Morphym 2½–6½.
Boden przeszedł do historii szachów dzięki partii rozegranej w 1853 roku w Londynie, w której w piętnastym posunięciu po poświęceniu hetmana zamatował przeciwnika dwoma gońcami. Ten motyw matowy znany jest w teorii szachów jako mat Bodena. Od jego nazwiska pochodzi również nazwa jednego z gambitów w debiucie gońca.